# Erik Winge

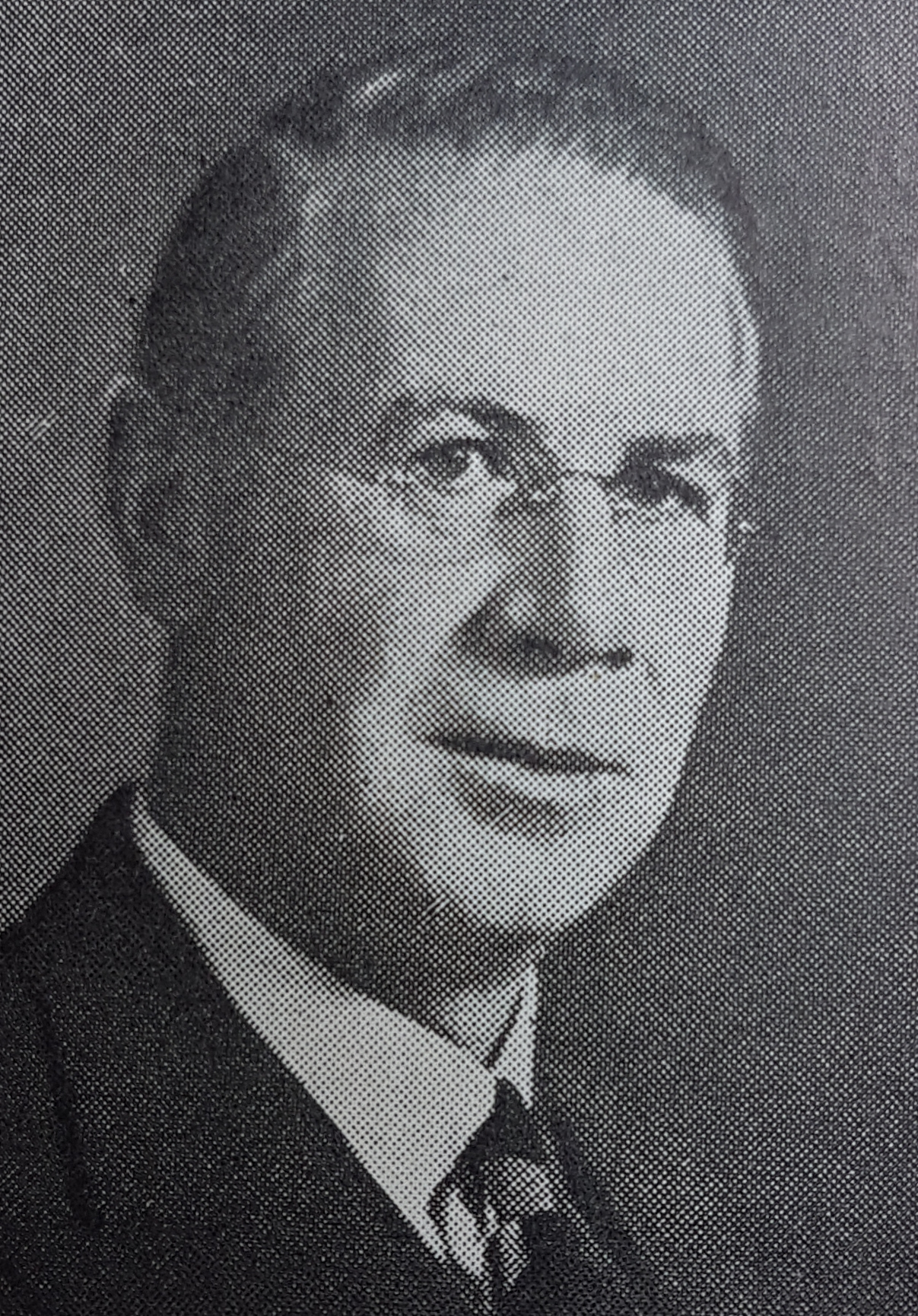
Erik Winge

Erik Henning Winge född Svensson 22 maj 1890 i Malmö, död 4 juni 1963 i Stockholm, var en svensk överbibliotekarie. Han var bror till Oscar Winge. Gift 1918 med Ebba Henriksson (1890–1961).
Efter studentexamen i Malmö 1910, blev han fil kand i Lund 1913 och fil. lic 1915. Åren 1916–1918 var Winge anställd som amanuens vid Kungliga biblioteket, 1918–1932 som 2:e bibliotekarie vid Riksdagsbiblioteket, 1932–1935 som 1:e bibliotekarie och som överbibliotekarie från 1935.
Erik Winge är begravd på Norra kyrkogården i Lund.